# Polideportivo Huaca del Sol
El Polideportivo Huaca del Sol es un escenario deportivo de la ciudad de Trujillo, Perú. Forma parte del Complejo Deportivo Mochica Chimú, este polideportivo ha sido construido con motivo del desarrollo de los XVII Juegos Bolivarianos Trujillo 2013 inaugurados el 16 de noviembre de 2013.

## Acontecimientos
- Juegos Bolivarianos de 2013